# Зозімо
Зозімо (порт. Zózimo, 19 червня 1932, Салвадор — 17 липня 1977, Ріо-де-Жанейро) — бразильський футболіст, що грав на позиції півзахисника. За свою 19-річну кар'єру він завоював репутацію одного з найдосвідченіших гравців Бразилії.
Чемпіон світу 1958 і 1962 років у складі національної збірну Бразилії. Більшу частину кар'єри виступав за невеликий клуб «Бангу», через що у нього нема клубних нагород. По завершенні ігрової кар'єри став тренером. Загинув на 46-му році життя в результаті автокатастрофи.

## Клубна кар'єра
У дорослому футболі дебютував 1948 року виступами за команду клубу «Сан-Крістован», в якій провів три сезони.
У 1951 році перейшов в іншу команду з Ріо-де-Жанейро, «Бангу», за який виступав протягом 14 років і де став найбільшим кумиром серед вболівальників.
Згодом з 1965 року недовго грав у складі клубів «Фламенго», «Португеза Деспортос» та «Гуаратінгета», після чого наступного року відправився до Перу і виступав за клуби «Спорт Бойз», «Спортінг Крістал» та «Порвенір Мірафлорес»
Завершив професійну ігрову кар'єру у сальвадорському клубі «Агіла», за який виступав протягом 1967—1968 років.

## Виступи за збірну
Був учасником Олімпійських іграх 1952 року у Гельсінкі, де зіграв у всіх трьох матчах і забив гол у програному чвертьфіналі проти Німеччини (2:4).
1955 року дебютував в офіційних матчах у складі національної збірної Бразилії. У складі збірної був учасником футбольного турніру на Чемпіонату Південної Америки 1957 року у Перу, де разом з командою здобув «срібло», а наступного року поїхав зі збірною на чемпіонат світу 1958 року у Швеції, здобувши того року титул чемпіона світу, проте на поле не виходив.
Лише через чотири роки, на чемпіонаті світу 1962 року у Чилі, Зозімо був основним гравцем, зігравши у всіх шести матчах, і здобувши другий поспіль титул чемпіона світу.
Крім двох титулів чемпіона світу, Зозімо виграв зі збірною також Кубок Бернардо О'Хіггінса у 1955 році, Кубок Атлантики в 1956 році і тричі — Кубок Освалдо Круза (1956, 1958 і 1962 роках).
Протягом кар'єри у національній команді, яка тривала 8 років, провів у формі головної команди країни 35 матчів, забивши 1 гол. З 37 проведених ігор в 25 матчах «селесао» з Зозімо здобувала перемоги і програла лише в п'яти зустрічах.

## Тренерська кар'єра
Працював головним тренером в «Агілі», перуанському «Спорт Бойзі» та «Депортіво Мунісіпалі».
Через чотири тижні після свого 45-річчя, 17 липня 1977 року, загинув в автокатастрофі у місті Ріо-де-Жанейро.

## Досягнення
- Чемпіон світу (1): 1958, 1962
- Кубок Бернардо О'Хіггінса (1): 1955
- Кубок Атлантики (1): 1956
- Кубок Освалдо Круза (3): 1956, 1958, 1962
- Турнір Ріо-де-Жанейро: 1957
- Срібний призер Чемпіонату Південної Америки: 1957